# Juri Nikolajewitsch Krylow
Juri Nikolajewitsch Krylow (russisch Юрий Николаевич Крылов; * 11. März 1930 in der Nähe von Krasnogorsk, Russische SFSR; † 4. November 1979 in Moskau) war ein sowjetischer Eishockeyspieler, Trainer und Olympiasieger.

## Karriere
Juri Krylow, der sowohl Verteidiger als auch als rechter Flügelspieler einsetzbar war, debütierte in der Saison 1951/52 für den HK Dynamo Moskau in der sowjetischen Meisterschaft. Dabei spielte der 21-jährige Krylow an der Seite der erfahrenen Alexander Uwarow und Walentin Kusin, so dass er schnell zu einem Leistungsträger reifte. In der Spielzeit 1953/54 erzielte die Angriffsreihe um Uwarow 53 Tore in 16 Spielen, von denen Krylow 14 erzielte und Dynamo gewann die sowjetische Meisterschaft. 
Ein Jahr zuvor gewann Dynamo den Pokalwettbewerb der UdSSR. Zum Ende seiner Karriere wurde Krylow meist als Verteidiger eingesetzt, bevor er 1965 seine Spielerkarriere beendete. Insgesamt erzielte er 140 Tore in 344 Spielen in der höchsten sowjetischen Spielklasse. 1954 wurde er als Verdienter Meister des Sports der UdSSR ausgezeichnet, 1956 in das All-Star-Team der Eliteliga gewählt. Nach seinem Karriereende wurde seine Trikotnummer 10 mit einem Banner in der Luschniki Arena geehrt.
Zwischen 1966 und 1975 arbeitete er als Trainer bei Sdjuschor Moskau, dem Nachwuchsteam von Dynamo Moskau, nachdem er 1964 die Trainerakademie GZOFILK abgeschlossen hatte.

## International
Juri Krylow gehörte zu den ersten Spielern der Sowjetunion und debütierte am 29. Januar 1954 im Spiel gegen Finnland für diese. Er nahm an den Weltmeisterschaften 1954, 1955, 1958 und 1959, bei denen zwei Mal Weltmeister und drei Mal Vizeweltmeister wurde.
Zudem stand er im Aufgebot seines Landes bei den gleichzeitig als Weltmeisterschaft geltenden Olympischen Winterspielen 1956, bei denen er mit seiner Mannschaft Olympiasieger wurde. Insgesamt absolvierte er 70 Länderspiele für die UdSSR, in denen er 29 Tore erzielte.

### Statistik
| 1954 | UdSSR | WM             | 7 | 3 |   | 3 |   | Goldmedaille   |
| 1955 | UdSSR | WM             | 8 | 4 |   | 4 |   | Silbermedaille |
| 1956 | UdSSR | Olympia und WM | 7 | 3 |   | 3 |   | Goldmedaille   |
| 1958 | UdSSR | WM             | 7 | 3 | 1 | 4 | 2 | Silbermedaille |
| 1959 | UdSSR | WM             | 8 | 2 |   | 2 |   | Silbermedaille |

(Legende zur Spielerstatistik: Sp oder GP = absolvierte Spiele; T oder G = erzielte Tore; V oder A = erzielte Assists; Pkt oder Pts = erzielte Scorerpunkte; SM oder PIM = erhaltene Strafminuten; +/− = Plus/Minus-Bilanz; PP = erzielte Überzahltore; SH = erzielte Unterzahltore; GW = erzielte Siegtore; 1 Play-downs/Relegation; Kursiv: Statistik nicht vollständig)

## Erfolge und Auszeichnungen
- 1953 UdSSR-Pokal mit dem HK Dynamo Moskau
- 1954 Sowjetischer Meister mit dem HK Dynamo Moskau
- 1954 Verdienter Meister des Sports der UdSSR
- 1956 All-Star-Team der sowjetischen Meisterschaft
- Medaille für tapfere Arbeit
- Ehrung seiner Trikotnummer 10 durch Dynamo Moskau

### International
- 1954 Goldmedaille bei der Weltmeisterschaft
- 1955 Silbermedaille bei der Weltmeisterschaft
- 1956 Goldmedaille bei der Weltmeisterschaft
- 1956 Goldmedaille bei den Olympischen Winterspielen
- 1958 Silbermedaille bei der Weltmeisterschaft
- 1959 Silbermedaille bei der Weltmeisterschaft